# Хераклея Синтика
Вижте пояснителната страница за други значения на Хераклея.
Хераклея Синтика (още Синтия, Хераклея Синтике или Хераклея Стримонска) е античен град в днешна Югозападна България. Руините му са разположени в землището на село Рупите, община Петрич, върху южния склон и подножието на Джонков връх, който е част от вулканичното възвишение Кожух. В древността градът е бил център на областта Синтика, населявана от тракийското племе синти, за което споменават Омир, Херодот и Тукидид.
Повече от 100 години учените спорят къде е разположен този античен град. Дълго време се смята, че се е намирал на юг от Рупелското дефиле (в днешна Гърция). Хераклея Синтика е локализирана при село Рупите от доцент Георги Митрев от Пловдивския университет, след откриването на голям латински надпис през 2002 г., който Митрев превежда, коментира и публикува. Става дума за писмо на император Галерий и цезар Максимин Дая от 308 година, в което владетелите се обръщат към хераклейците в отговор на молбата им да възстановят изгубените градски права. Междувременно надписът е коментиран и от други автори.
През 2005 г. Георги Митрев публикува и още един надпис, в който се споменава Гай Луций Скотусееца и Хараклееца. С него доказва убедително, че това е именно Хераклея Синтика, а не някоя друга Хераклея, тъй като това име е особено популярно в античния свят.
От 2007 г. започват археологически разкопки на Хераклея Синтика, под ръководството на доцент Людмил Вагалински (НАИМ-БАН).
Древният град се споменава в произведенията на античните автори Тит Ливий, Диодор, Страбон, Плиний Стари и Клавдий Птолемей.
Античният град Хераклея Синтика е обект на Исторически музей, Петрич.

## История
Едно от най-ранните свидетелства за Хераклея Синтика е на Тит Ливий, който изтъква, че местоположението ѝ е в племенните територии на племето синти – „Heraclea ex Sintis“. На друго място, изяснявайки въпроса за поделянето на Македония на четири части през 167 г. пр. Хр., той отбелязва, че в първата се включвала „... откъм запад отвъд Стримон – цяла Бисалтия с Хераклея, която наричат Синтике“. От това сведение става ясно, че Хераклея Синтика е била разположена на запад от река Стримон и по смисъла на същото изложение, местонахождението на града е „над бисалтите“ – т.е. на север от тях, нагоре срещу течението на реката. Това сведение се подкрепя и от Диодор, който „поставя“ Хераклея в Синтика – на запад от Стримон и „над бисалтите“.
Тези сведения позволяват не само градът да се свърже с племенните територии на племето Синти от Елинистическата епоха, но и да се установи, че първоначално е носил името Синтике (Синтия).
За определяне на датата на основаване на Хераклея Синтика може да се използват откритията и наблюденията на българо-полската научна експедиция „Струма“ (публикувани от Мечислав Домарадски) и българския археолог Юлия Божинова, която е проучвала елинистическия некропол на обекта. Те констатират, че възникването на града е към последната четвърт или към края на ІV век пр. Хр.
Божинова е склонна да свърже основаването на града с известието на Диодор, че Касандър заселил в 310 г. пр.н.е. 20 000 илирийски аутариати при планината Орбел (дн. Беласица). След действията на Касандър, обаче, районът р. Струма (заедно с тракийските синти и селището Синтия) бил обект на експанзия през ІІІ век пр. Хр. и от илирийските дардани и от страна на галски контингенти, и едва Филип V (221 – 179 г.) успял трайно да го включи в рамките на македонското царство. Може би точно след 212 г. пр. Хр. Синтике (Синтия) била преименувана от Филип V на Хераклея. В този смисъл, при Филип V и по-късно при Персей (179 – 168 г.), Хераклея Синтика била един от македонските полиси и част от съюзната държава, управлявана от последните представители на династията на Антигонидите. Монетите, откривани в м. Кожух при с. Рупите, са свидетелство за тези процеси.
След залеза на Хераклея Синтика градското оживление се мести в античния град при днешния Сандански.

## Археологически разкопки
Първите разкопки са правени от доцент Атанас Милчев през 1958 г., но системни разкопки започват през 2007 г. под ръководството на доцент Людмил Вагалински и Исторически музей Петрич.